# جاك كول
جاك كول أو جاك صامويل هو مدافع كرة قدم إندونيسي سابق، شارك مع منتخب الهند الشرقية الهولندية في كأس العالم 1938.

## وصلات خارجية
جاك كول على موقع الاتحاد الدولي (مؤرشف)  (الإنجليزية)